# Elierce Barbosa de Souza
Elierce Barbosa de Souza, meglio noto come Souza (Posse, 8 marzo 1988), è un calciatore brasiliano, centrocampista dell'América-RN.

## Palmarès

### Club

#### Competizioni nazionali
- Campionato brasiliano: 1

Cruzeiro: 2013
- Coppa dell'Imperatore: 1

Cerezo Osaka: 2017
- Coppa J.League: 1

Cerezo Osaka: 2017
- Supercoppa del Giappone: 1

Cerezo Osaka: 2018